# Rocar 512E
Rocar 512E a fost un model de troleibuz produs la uzina Rocar București între 1996 și 1997 și folosit de RATB între 1996 și 2009. Au fost produse numai 9 exemplare, ele fiind alocate depoului Vatra Luminoasă.

## Producție
Troleibuzele Rocar 512E nu au fost livrate altor orașe din România sau exportate, ele fiind livrate și folosite exclusiv în București.
| Oraș      | Total | Ani       | Numere               |
| --------- | ----- | --------- | -------------------- |
| București | 9     | 1996-1997 | 7449-7453, 7455-7458 |